# Roger Mead
Roger Mead (* 1938; † 10. August 2015) war ein britischer Mathematiker. Er war Professor für Angewandte Statistik an der University of Reading.
Mitte der 1960er Jahre entwickelte er mit John Nelder an der National Vegetable Research Station (heute Teil des Warwick HRI) das Downhill-Simplex-Verfahren zur Optimierung, welches auch als Nelder-Mead-Verfahren bekannt ist.
Er war von 1978 bis 1984 Sekretär der International Biometric Society für das Vereinigte Königreich und deren internationaler Sekretär in den Jahren von 1985 bis 1992.

## Schriften
- The design of experiments. Statistical principles for practical applications. Cambridge University Press, Cambridge 1988, ISBN 0-521-24512-5.
- mit Steven G. Gilmour, Andrew Mead: Statistical principles for the design of experiments. Cambridge University Press, Cambridge 2012, ISBN 978-1-58488-187-2.
- mit Robert N. Curnow, Anne M. Hasted: Statistical methods in agriculture and experimental biology. Chapman & Hall/CRC Press, Boca Raton 1983 (3. Auflage: 2003), ISBN 978-1-58488-187-2.
- mit John Nelder: A simplex method for function minimization. Computer Journal (Oxford University Press), Band 7, Nr. 4, 1965, S. 308–313, doi:10.1093/comjnl/7.4.308.